# خلايا بي بي (البنكرياس)
خلايا متعدد الببتيد في البنكرياس (خلايا PP) ، أو سابقًا كخلايا غاما، هي خلايا تنتج ببتيدات البنكرياس في الجزر البنكرياسية (جزر لانغرهانس) في البنكرياس. وهي قليلة جدا في العدد ومتعددة الشكل. وتحتوي خلايا PP على عدد قليل جدًا من العضيات وحبيبات قليلة.